# إد ملفين
إد ملفين (13 فبراير 1916 في الولايات المتحدة - 30 يوليو 2004 في الولايات المتحدة) (بالإنجليزية: Ed Melvin)‏ هو مدرب كرة سلة ولاعب كرة سلة أمريكي في مركز هجوم خلفي. لعب مع Original Celtics ‏.

## وصلات خارجية
- إد ملفين على موقع إن بي أي (الإنجليزية)
- إد ملفين على موقع سبورتس رفرنس (الإنجليزية)
- إد ملفين على موقع ريلجم (الإنجليزية)
- إد ملفين على موقع بروبوليرز (الإنجليزية)
- إد ملفين على موقع كلية كرة السلة في سبورتس رفرنس.كوم (الإنجليزية)